# حارة حصن الشيخ (أحور)
حصن الشيخ هي إحدى حارات حي باذيب بمدينة أحور التابعة لمحافظة أبين، بلغ تعداد سكانها 1456 نسمة حسب تعداد اليمن لعام 2004.